# Pyörösaari (ö i Birkaland, Tammerfors, lat 61,29, long 24,09)
Pyörösaari är en ö i Finland. Den ligger i sjön Mallasvesi och i kommunen Pälkäne i den ekonomiska regionen Tammerfors och landskapet Birkaland, i den södra delen av landet, 130 km norr om huvudstaden Helsingfors. Öns area är 0,8 hektar och dess största längd är 120 meter i nord-sydlig riktning.